# 窪倉和嘉
窪倉 和嘉（くぼくら かずよし、1943年8月6日 - ）は、日本の元プロボクサー。神奈川県横浜市金沢区出身。元日本ウェルター級チャンピオン。横浜協栄ジム所属。

## 来歴
1963年デビュー。同年の全日本ウェルター級新人王となる。1964年8月、岡野耕司と日本ジュニアウェルター級王座を争い、熱戦を展開したが、10回KO負けでタイトル獲得はならず。1965年12月5日、東洋ウェルター級王者アピデス・シチランに挑んだが、これも判定で敗れた。
1967年3月27日、名選手南久雄を判定で破り、遂に日本ウェルター級王座獲得。同年12月25日、再戦で南を判定に退け初防衛に成功。翌1968年、再度東洋ウェルター級王座に挑んだが、王者は強豪ムサシ中野であり、2回TKO負けを喫する。
1969年1月6日、新星龍反町に激闘の末敗れ、日本王座も陥落。同年5月19日の反町への挑戦も失敗に終わり、この後、負傷でしばしのブランクがあった。
その後、強打イーグル佐藤をKOで破り地力を見せたが、1970年5月27日、ライオン古山の持つ日本ジュニアウェルター級王座に挑み2回KO負け、また翌1971年10月1日、李昌吉の持つ東洋ジュニアウェルター級王座に挑んだが、これも実らず回KO負け。この試合を最後に引退した。

## 通算戦績
37戦25勝（8KO）10敗2分